# عکاسی در جرم‌شناسی

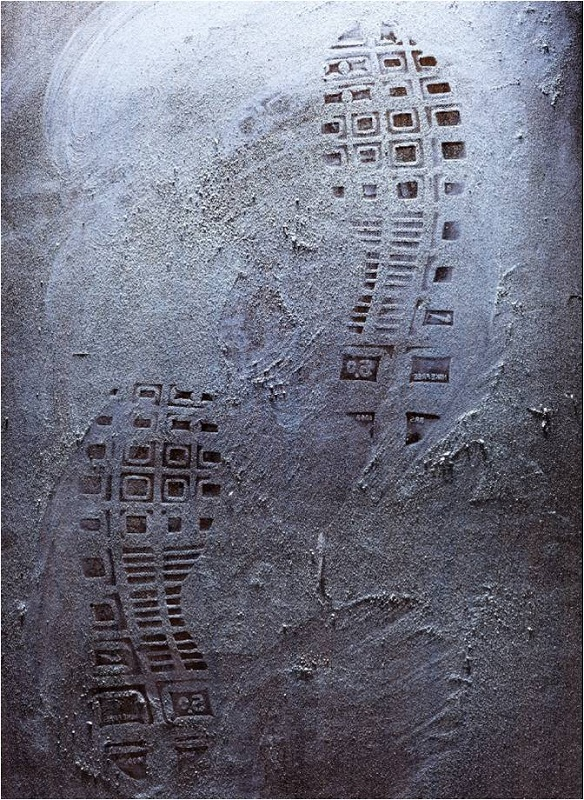
عکسی از آثار کفش به‌جامانده در صحنه جرم

عکاسی در جرم‌شناسی (انگلیسی: Forensic photography) به مستندات بصری از جنبه‌های مختلفی اشاره دارد که می‌توان در صحنه جرم یافت، که ممکن است در صحنه جرم یا از شواهد فیزیکی یافته‌شده در صحنه جرم باشد، یا مواردی باشد که قبلاً در آزمایشگاه بررسی شده است. جرم‌شناسی عکاسی با سایر انواع عکاسی متفاوت است زیرا عکاسان صحنه جرم معمولاً هدف بسیار خاصی برای ثبت هر تصویر دارند. کیفیت اسناد قانونی ممکن است نتیجه تحقیقات را تعیین کند. در نبود مستندات لازم، ممکن است کارشناسان از روی عکس نتیجه‌گیری کنند که چه اتفاقی افتاده است.
صحنه‌های جنایت می‌توانند منابع اصلی شواهد فیزیکی باشند که برای مرتبط کردن یا پیوند دادن مظنونان به صحنه‌ها، قربانیان به صحنه‌ها و مظنونان به قربانیان استفاده شوند. اصل مبادله لوکارد یک مفهوم اصلی است که به تعیین این روابط کمک می‌کند. این اصل اساسی است بر این‌که چرا صحنه‌های جرم باید بررسی شود. هر چیزی که در صحنه جرم یافت می‌شود تا زمانی که به پرونده مربوط باشد می‌تواند به‌عنوان مدرک فیزیکی استفاده شود، به‌همین دلیل است که مستندات صحنه جرم و شواهد فیزیکی به شکل واقعی آن برای تفسیر تحقیقات کلیدی است.
با علم به این‌که اطلاعات حیاتی برای تحقیقات را می‌توان در صحنه جرم یافت، عکاسی نوعی مستند است که برای حفظ کیفیت شواهد فیزیکی کشف‌شده ضروری است. چنین شواهد فیزیکی که باید مستند شوند شامل مواردی است که در صحنه جرم، در آزمایشگاه یا برای شناسایی مظنونان یافت می‌شود.
تمام عکاسی‌های قانونی باید سه عنصر را در صحنه جرم در نظر بگیرند: سوژه، تناسب، و یک شیء مرجع. همچنین، کلیت عکس‌های قانونی باید بی‌طرف و دقیق نشان داده شود.